# Lasiadenia
Lasiadenia es un género botánico con dos especies de plantas pertenecientes a la familia Thymelaeaceae.

## Especies
- Lasiadenia ottohuberi
- Lasiadenia rupestris